# Memopal
Memopal  è un software disponibile per Windows, Mac, Linux, Android, iOS che offre un servizio di sincronizzazione delle cartelle del proprio computer con un archivio online.

## Funzionalità
Memopal supporta Windows, Mac, Linux. Dispone anche di un App per iPhone, iPad, Android e Blackberry  e di interfacce Mobile che consentono di accedere ai propri file. I file su Memopal possono essere condivisi e acceduti tramite il World Wide Web. Memopal ha anche una versione ottimizzata per cellulare del proprio sito web.
Memopal supporta lo storico dei salvataggi, i file che vengono eliminati o sovrascritti possono essere recuperati. Supporta la deduplicazione cross-user in modo che i file o le sequenze di byte comuni a più utenti vengano sincronizzate senza necessità di trasferimento di dati. Il servizio utilizza i trasferimenti SSL (128-bit).
Memopal ha una funzionalità di ricerca simile a Google Desktop per indicizzare i file con una metrica di rilevanza basata su come l'utente interagisce con i file. Memopal indicizza solo i metadati (path, nome, date) del file e non il suo contenuto. L'indicizzazione di contenuto è opzionale per gli utenti business.
Memopal offre 3GB di spazio gratuitamente (più 500MB se ci si inscrive con un invito) e senza limiti di tempo. Alternativamente si possono ottenere 200Gb per 49 euro.